# Medicinska specialnost
Medicinska specialnost je veja medicinske prakse, ki se osredotoča na določeno skupino bolnikov, bolezni, veščin ali pristop. Primeri so otroci (pediatrija), rak (onkologija), laboratorijska medicina (patologija) ali primarna oskrba (družinska medicina). Po končani medicinski fakulteti zdravniki ali kirurgi običajno nadaljujejo medicinsko izobraževanje v določeni medicinski specialnosti, tako da opravljajo večletno specializacijo, po kateri postanejo specialisti.

## Zgodovina medicinske specializacije
V določeni meri so zdravniki že dolgo specializirani. Po Galenovih zapisih je bila medicinska specializacija pogosta med rimskimi zdravniki. Poseben sistem sodobnih medicinskih specialnosti se je postopoma razvijal v 19. stoletju. Neformalno družbeno priznavanje medicinskih specialnosti se je razvilo pred formalnim pravnim sistemom. Posebna razdelitev medicinske prakse na različne specialnosti se od države do države razlikuje in je nekoliko samosvoja.

## Klasifikacija medicinskih specialnosti
Medicinske specialnosti lahko razvrstimo po več oseh. To so:
- Kirurška ali interna medicina
- Starostna skupina bolnikov
- Diagnostika ali zdravljenje
- Glede na organ ali tehniko

V zgodovini je bila najpomembnejša delitev na kirurške in internistične specialnosti. Kirurške specialnosti so tiste, pri katerih se pomemben del diagnostike in zdravljenja opravi z večjimi kirurškimi tehnikami. Internistične specialnosti so specialnosti, pri katerih nista glavna diagnoza in zdravljenje nikoli večja operacija. V nekaterih državah je anesteziologija klasificirana kot kirurška disciplina, saj je v kirurškem procesu ključnega pomena, čeprav anesteziologi nikoli ne izvajajo večjih operacij.
Številne specialnosti temeljijo na organih. Številni simptomi in bolezni izvirajo iz določenega organa. Druge temeljijo predvsem na naboru tehnik, npr. radiologija, ki je prvotno temeljila na rentgenskih žarkih.
Starost bolnikov, ki jih obravnava posamezen specialist, je lahko zelo različna. Pediatri obravnavajo večino težav in bolezni, ki ne zahtevajo kirurškega posega, pri otrocih, v pediatriji pa obstaja več podvrst (formalnih ali neformalnih), ki posnemajo organske specialnosti pri odraslih. Otroška kirurgija je lahko posebna specialnost, ki obravnava nekatere vrste kirurških pritožb pri otrocih ali ne.
Nadaljnja podrazdelitev je na diagnostične in terapevtske specialnosti. Čeprav je diagnostični postopek zelo pomemben pri vseh specialnostih, nekateri strokovnjaki opravljajo predvsem ali samo diagnostične preiskave, na primer na področjih patologije, klinične nevrofiziologije in radiologije. Ta razdelitev postaja nekoliko zabrisana z intervencijsko radiologijo, razvijajočim se področjem, ki uporablja strokovno znanje o slikovnih preiskavah za izvajanje minimalno invazivnih posegov.

## Specialnosti, ki so pogoste po vsem svetu
| Specialnost                                      | Mogoča nadspecialnost                              | Starostni razpon bolnikov | Diagnostična (D) ali terapevtska (T) specialnost | Kirurška (S) ali internistična (I) specialnost | Glede na organ (O) ali glede na tehniko (T) |
| ------------------------------------------------ | -------------------------------------------------- | ------------------------- | ------------------------------------------------ | ---------------------------------------------- | ------------------------------------------- |
| Alergija in imunologija                          | Interna medicina Pediatrija                        | Vsi                       | Oboje                                            | I                                              | O                                           |
| Anesteziologija                                  | Ničesar                                            | Vsi                       | T                                                | Oboje                                          | Oboje                                       |
| Bariatrija                                       | Več                                                | Vsi                       | Oboje                                            | Oboje                                          | Oboje                                       |
| Dermatologija                                    | Nobena                                             | Vsi                       | T                                                | I                                              | O                                           |
| Družinska medicina                               | Nobena                                             | Vsi                       | Oboje                                            | Oboje                                          | Multidisciplinarno                          |
| Endokrinologija                                  | Interna medicina                                   | Odrasli                   | T                                                | I                                              | O                                           |
| Fizikalna medicina in rehabilitacija             | Nobena                                             | Vsi                       | T                                                | I                                              | Multidisciplinarno                          |
| Forenzična patologija                            | Patologija                                         | Vsi                       | D                                                | Nič od tega                                    | T                                           |
| Forenzična psihiatrija                           | Psihiatrija                                        | Vsi                       | D                                                | I                                              | T                                           |
| Gastroenterologija                               | Interna medicine                                   | Odrasli                   | T                                                | I                                              | O                                           |
| Geriatrija                                       | Družinska medicina Interna medicina                | Starejši                  | T                                                | I                                              | Multidisciplinarno                          |
| Geriatrična psihiatrija                          | Geriatrija Psihiatrija                             | Starejši                  | T                                                | I                                              | Nič od tega                                 |
| Ginekologija in porodništvo                      | Družinska medicina                                 | Vsi                       | T                                                | S                                              | O                                           |
| Ginekološka onkologija                           | Porodništvo in ginekologija                        | Vsi                       | T                                                | S                                              | O                                           |
| Hematologija                                     | Interna medicina Patologija                        | Odrasli                   | D                                                | I                                              | Nič od tega                                 |
| Hematološka patologija                           | Hematologija Patologija                            | Vsi                       | D                                                | Nič od tega                                    | T                                           |
| Infektologija                                    | Interna medicina Pediatrija                        | Vsi                       | Oboje                                            | I                                              | Nič od tega                                 |
| Intenzivna medicina                              | Anesteziologija Urgentna medicina Interna medicina | Vsi                       | T                                                | Oboje                                          | Oboje                                       |
| Interna medicina                                 | Nobena                                             | Odrasli                   | T                                                | I                                              | Nič od tega                                 |
| Internistična onkologija                         | Interna medicina                                   | Odrasli                   | D                                                | I                                              | Nič od tega                                 |
| Intervencijska radiologija                       | Radiologija                                        | Vsi                       | Oboje                                            | -                                              | Multidisciplinarno                          |
| Javno zdravje                                    | Družinska medicina                                 | Vsi                       | Nič od tega                                      | Nič od tega                                    | T                                           |
| Kardiologija                                     | Interna medicina                                   | Odrasli                   | T                                                | I                                              | O                                           |
| Kardiotorakalna kirurgija                        | Splošna kirurgija                                  | Odrasli                   | T                                                | S                                              | O                                           |
| Klinična nevrofiziologija                        | Nevrologija                                        | Vsi                       | D                                                | I                                              | Oboje                                       |
| Kolorektalna kirurgija                           | Splošna kirurgija                                  | Vsi                       | Oboje                                            | S                                              | O                                           |
| Medicina dela                                    | Družinska medicina Interna medicina                | Odrasli                   | T                                                | I                                              | Multidisciplinarno                          |
| Medicina mladostnikov                            | Pediatrija družinska medicina                      | Pediatrična populacija    | Oboje                                            | I                                              | T                                           |
| Medicina nosečnosti                              | Ginekologija in porodništvo                        | Odrasli                   | T                                                | S                                              | Oboje                                       |
| Medicina športa                                  | Družinska medicina                                 | Vsi                       | Oboje                                            | Nič od tega                                    | Multidisciplinarno                          |
| Medicinska biokemija                             | Interna medicina                                   | Vsi                       | D                                                | I                                              | Nič od tega                                 |
| Medicinska genetika                              | Nobena                                             | Vsi                       | D                                                | I                                              | Nič od tega                                 |
| Nefrologija                                      | Interna medicina                                   | Vsi                       | T                                                | I                                              | O                                           |
| Nevrologija                                      | Interna medicina                                   | Vsi                       | T                                                | I                                              | O                                           |
| Nevrokirurgija                                   | Nobena                                             | Vsi                       | T                                                | S                                              | O                                           |
| Nevropatologija                                  | Patologija                                         | Vsi                       | D                                                | Nič od tega                                    | T                                           |
| Neonatologija                                    | Pediatrija                                         | Novorojenčki              | T                                                | I                                              | Nič od tega                                 |
| Nevroradiologija                                 | Radiologija                                        | Vsi                       | Oboje                                            | I                                              | Oboje                                       |
| Nuklearna medicina                               | Nobena                                             | Vsi                       | Oboje                                            | I                                              | T                                           |
| Oftalmologija                                    | Nobena                                             | Vsi                       | T                                                | S                                              | O                                           |
| Oralna in maksilofacialna kirurgija              | Nobena                                             | Vsi                       | T                                                | S                                              | O                                           |
| Otorinolaringologija                             | Nobena                                             | Vsi                       | T                                                | S                                              | O                                           |
| Ortopedija                                       | Nobena                                             | Vsi                       | T                                                | S                                              | O                                           |
| Paliativna oskrba                                | Družinska medicina Interna medicina Pediatrija     | Vsi                       | Oboje                                            | Nič od tega                                    | Nič od tega                                 |
| Patologija                                       | Nobena                                             | Vsi                       | D                                                | Nič od tega                                    | T                                           |
| Pediatrija                                       | Nobena                                             | Pediatrična populacija    | T                                                | I                                              | Nič od tega                                 |
| Pediatrična alergologija in imunologija          | Pediatrija                                         | Pediatrična populacija    | T                                                | I                                              | O                                           |
| Pediatrična endokrinologija                      | Pediatrija                                         | Pediatrična populacija    | T                                                | I                                              | O                                           |
| Pediatrična gastroenterologija                   | Pediatrija                                         | Pediatrična populacija    | T                                                | I                                              | O                                           |
| Pediatrična hematologija in onkologija           | Pediatrija                                         | Pediatrična populacija    | T                                                | I                                              | O                                           |
| Pediatrična infektologija                        | Pediatrija                                         | Pediatrična populacija    | T                                                | I                                              | O                                           |
| Pediatrična kardiologija                         | Pediatrija                                         | Pediatrična populacija    | T                                                | I                                              | O                                           |
| Pediatrična kirurgija                            | Splošna kirurgija                                  | Pediatrična populacija    | T                                                | S                                              | O                                           |
| Pediatrična nefrologija                          | Pediatrija                                         | Pediatrična populacija    | T                                                | I                                              | O                                           |
| Pediatrična respiratorna medicina                | Pediatrija                                         | Pediatrična populacija    | T                                                | I                                              | O                                           |
| Pediatrična revmatologija                        | Pediatrija                                         | Pediatrična populacija    | T                                                | I                                              | O                                           |
| Pediatrična urgentna medicina                    | Pediatrija                                         | Pediatrična populacija    | Oboje                                            | Oboje                                          | Oboje                                       |
| Plastična, rekonstruktivna in estetska kirurgija | Splošna kirurgija                                  | Vsi                       | T                                                | S                                              | O                                           |
| Psihiatrija                                      | Družinska medicina                                 | Vsi                       | Oboje                                            | I                                              | T                                           |
| Psihiatrija otrok in mladostnikov                | Psihiatrija                                        | Pediatrična populacija    | T                                                | I                                              | T                                           |
| Radiologija                                      | Nobena                                             | Vsi                       | Oboje                                            | I                                              | T                                           |
| Radioonkologija                                  | Nobena                                             | Vsi                       | T                                                | Nič od tega                                    | T                                           |
| Razvojna pediatrija                              | Pediatrija                                         | Pediatrična populacija    | T                                                | I                                              | Nič od tega                                 |
| Reprodukcijska endokrinologija in neplodnost     | Ginekologija in porodništvo                        | Odrasli                   | T                                                | S                                              | T                                           |
| Respiratorna medicina                            | Interna medicina                                   | Odrasli                   | T                                                | I                                              | O                                           |
| Revmatologija                                    | Interna medicina                                   | Odrasli                   | T                                                | I                                              | Nič od tega                                 |
| Splošna kirurgija                                | Nobena                                             | Odrasli                   | T                                                | S                                              | T                                           |
| Splošna onkološka kirurgija                      | Splošna kirurgija                                  | Odrasli                   | T                                                | S                                              | T                                           |
| Torakalna kirurgija                              | Splošna kirurgija                                  | Odrasli                   | T                                                | S                                              | T                                           |
| Urgentna medicina                                | Družinska medicina                                 | Vsi                       | Oboje                                            | Oboje                                          | Oboje                                       |
| Urologija                                        | Nobena                                             | Vsi                       | T                                                | S                                              | O                                           |
| Vesoljska medicina                               | Družinska medicina                                 | Vsi                       | Oboje                                            | Nič od tega                                    | Oboje                                       |
| Žilna kirurgija                                  | Splošna kirurgijja                                 | Vsi                       | T                                                | S                                              | O                                           |

## Seznam specialnosti, priznanih v Evropski uniji in Evropskem gospodarskem prostoru
Evropska unija objavlja seznam specialnosti, priznanih v Evropski uniji in s tem tudi v Evropskem gospodarskem prostoru.  Upoštevajte, da se nekatere specialnosti znatno prekrivajo in verjetno se na primer »Klinična radiologija« in »Radiologija« v veliki meri nanašata na enako prakso.
- Abdominalna kirurgija
- Alergologija
- Anesteziologija
- Dentalna medicina
- Dermatologija
- Družinska medicina
- Endokrinologija
- Farmakologija
- Fizikalna in rehabilitacijska medicina
- Gastroenterologija
- Geriatrija
- Ginekologija in porodništvo
- Hematologija
- Imunologija
- Infektologija
- Interna medicina
- Javno zdravje
- Kardiologija
- Klinična biologija
- Klinična kemija
- Klinična mikrobiologija
- Klinična nevrofiziologija
- Kraniofacialna kirurgija
- Laboratorijska medicina
- Maksilofacialna kirurgija
- Medicina dela
- Nefrologija
- Nevrokirurgija
- Nevrologija
- Nevropsihiatrija
- Nuklearna medicina
- Oftalmologija
- Onkologija
- Ortopedija
- Otorinolaringologija
- Otroška kirurgija
- Patologija
- Pediatrija
- Plastična kirurgija
- Preventivna medicina
- Psihiatrija
- Psihiatrija otrok in mladostnikov
- Radiologija
- Radioterapija
- Respiratorna medicina
- Revmatologija
- Splošna kirurgija
- Splošna medicina
- Torakalna kirurgija
- Tropska medicina
- Urgentna medicina
- Urologija
- Venerologija
- Žilna kirurgija

## Demografija
Ali lahko na določenem območju delo opravlja dovolj zdravnikov in ali so za ohranjanje zdravja prebivalstva potrebne javne subvencije, je odvisno od ravni dohodka prebivalstva. V državah v razvoju in na revnih območjih običajno primanjkuje zdravnikov in specialistov, delujoči pa se običajno nastanijo v večjih mestih. Za nekatere osnovne teorije v zvezi z mestom delovanja zdravnika glejte teorijo osrednjega mesta.
Delež moških in žensk v različnih medicinskih specialnostih se zelo razlikuje. Takšna spolna segregacija je v veliki meri posledica različne uporabe.

## Zadovoljstvo in izgorelost
Raziskava zdravnikov v ZDA je pokazala, da so z izbiro specialnosti najbolj zadovoljni dermatologi, ki jim sledijo radiologi, onkologi, plastični kirurgi in gastroenterologi. Nasprotno so bili najmanj zadovoljni zdravniki primarne zdravstvene oskrbe, sledili pa so jim nefrologi, porodničarji/ginekologi in pulmologi. Raziskave so pokazale tudi visoko stopnjo depresije med študenti medicine (25–30 %) in med zdravniki na usposabljanju (22–43 %), ki se pri številnih specialnostih nadaljujejo v redni praksi.  Raziskava o povezanosti specialnosti z rakom, opravljena v Združenem kraljestvu v letih 1994 in 2002, je pokazala večje zadovoljstvo pri delu v specialnostih z več stiki z bolniki. Po specialnostih so se razlikovale tudi stopnje izgorelosti.